# Fotosinteză artificială
Fotosinteza artificială este un domeniu de cercetare care încearcă să reproducă procesul natural de fotosinteză, de conversie prin lumina soarelui a apei și dioxidului de carbon în hidrați de carbon și oxigen. Uneori, descompunerea apei în hidrogen și oxigen folosind energia solară este de asemenea asociată fotosintezei artificiale. 
Procesul efectiv care permite semi-reacției fotosintetice globale să aibă loc este foto-oxidarea. Această semi-reacție este esențială pentru separarea moleculelor de apă prin faptul că eliberează hidrogen ioni și oxigen ioni. Aceșt ioni sunt necesari pentru a reduce dioxidul de carbon într-un combustibil. Cu toate acestea, singura cale cunoscută a face acest lucru este posibil e printr-un catalizator extern, unul care poate reacționa rapid, precum și absorbi fotonii soarelui în mod constant. Obiectivul general din spatele acestei teorii este crearea unei surse de combustibil de tip plantă artificială.
Cercetarea actuală e făcută prin mai multe abordări:
- Abordarea prin celule fotoelectrochimice
- Modul de abordare prin celule solare fotosensibilizate
- Modul de abordare prin NADP+ / NADPH coenzimă

## Cronologie
1967Akira Fujishima descoperă efectul Honda Fujishima în dioxid de titan, care poate fi utilizat pentru hidroliza apei.
2000CSIRO comunicat de presă despre fotosinteza artificială
2003Laboratorul Național Brookhaven comunicate de presă
2006SLAC pe celule fotogenerare 
2008Chimistul MIT Daniel Nocera, șeful proiectului MIT Solar Revolution, și colab postdoctoral Mathew Kanan au redus semnificativ costul materialelor necesare pentru scindarea apei in componentele sale, prin înlocuirea platinei costisitoare cu cobalt, fosfat ieftin. Aceasta descoperire poate fi combinată cu activitatea întreprinsă de chimistul Bjorn Winther-Jensen de la Universitatea Monash din Australia în curs de dezvoltare un polimer conductor cost redus cu o suprafață mare și este rezistent la degradare funcțională. Aceste cercetări pot dezvolta pilele de combustibil, care pot furniza lucru util la praguri mai mici de energie de peste un ciclu de viață mai lungă și la costuri mai mici.
2009Institutul de Cataliza Leibniz raportează complecși ieftini fier-carbonil. 
2009Universitatea din East Anglia, Un electrod de aur acoperită cu straturi de nanoparticule fosfură de indiu pentru celule solare pe bază de hidrogen cu o eficiență de 60%.
2010Mitsubishi este în curs de dezvoltare program propriu de fotosinteză artificial pentru a crea blocuri de sinteza carbon din care pot fi sintetizate rășini, materiale plastice și fibre.

## Impact economic
Fotosinteza artificială este o sursă de combustibil regenerabilă, neutră carbonului, care produce fie hidrogen, fie carbohidrati. Acest lucru o diferentiaza de alte surse populare de energie regenerabile - hidro, solare fotovoltaice, geotermală și eoliană - care produc energie electrică în mod direct, fără combustibil intermediar.
Ca atare, fotosinteza artificială ar putea deveni o sursă foarte importantă de combustibil pentru transport. Spre deosebire de energia biomasei, aceasta nu are nevoie de teren arabil, și deci nu trebuie să concureze cu aprovizionarea cu alimente.
Având în vedere că faza fotoindependentă a fotosintezei fixează dioxid de carbon din atmosferă, fotosinteza artificială poate să furnizeze un mod economic pentru sechestrarea CO2, reducerea cantit de CO2 în atmosferă, și de atenuare astfel efectul acestuia asupra încălzirii globale. Mai exact, reducere netă a emisiilor de CO2 va avea loc atunci când fotosinteză artificial este folosit pentru a produce combustibil pe bază de carbon care este stocat pe termen nelimitat.